# ديفيد ألان هارفي
ديفيد ألان هارفي (بالإنجليزية: David Alan Harvey)‏ هو مصور أمريكي، ولد في 6 يونيو 1944 في سان فرانسيسكو في الولايات المتحدة.

## وصلات خارجية
- الموقع الرسمي
- ديفيد ألان هارفي على موقع ميوزك برينز (الإنجليزية)